# 디에고 페르난도 살라사르
디에고 페르난도 살라사르 킨테로(스페인어: Diego Fernando Salazar Quintero, 1980년 10월 3일~)는 콜롬비아의 역도 선수이다. 2008년 하계 올림픽 남자 페더급에서 은메달을 획득했으며 세계 선수권 대회 동메달 1개를 획득했다. 